# Ramón Díaz
Ramón Ángel Díaz (Rioja, 29 de agosto de 1959) é um treinador e ex-futebolista argentino que atuava como atacante. Atualmente comanda o Olimpia.

## Carreira como jogador

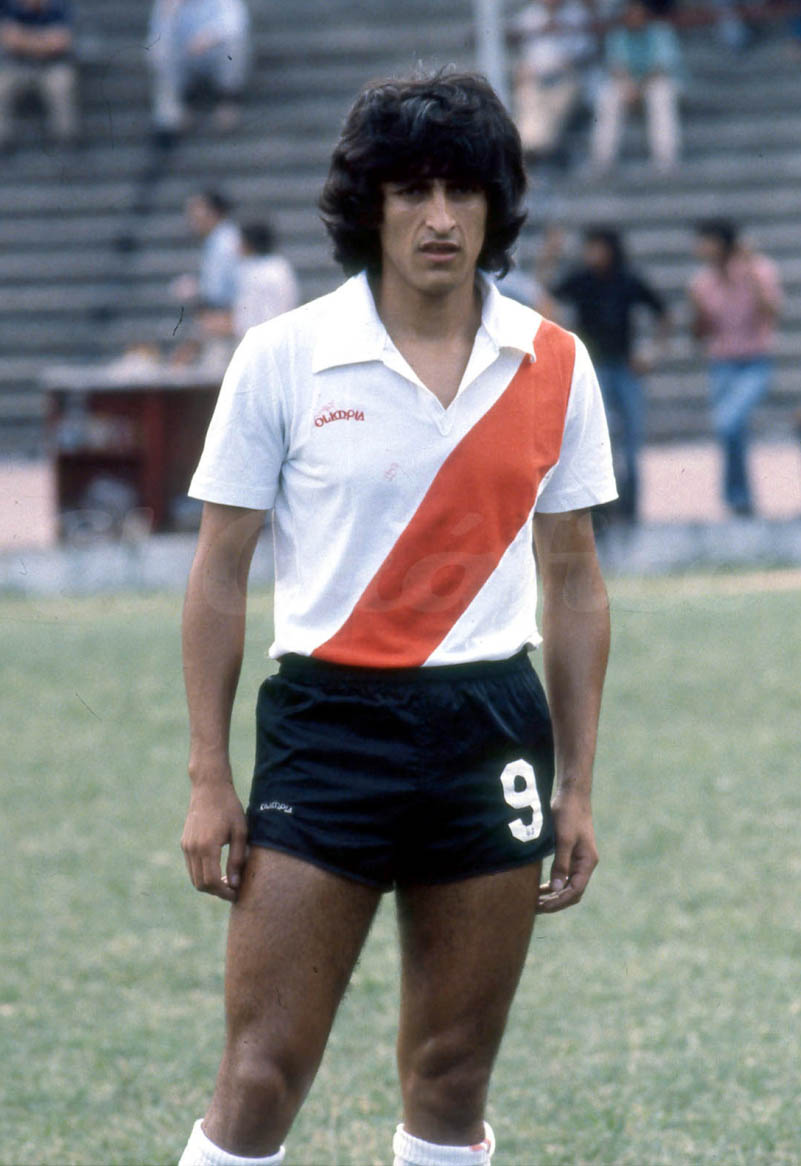
Díaz como jogador do River Plate em 1981

Revelado nas categorias de base do River Plate, profissionalizou-se na equipe em 1978. Permaneceu no River até 1981, quando foi contratado pelo Napoli. Viveu grandes anos no futebol italiano, vestindo as camisas de clubes como Avellino, Fiorentina e Internazionale. Pela Inter, Díaz foi campeão da Serie A na temporada 1988–89. Em 1989 foi contratado pelo Monaco, onde conquistou a Copa da França na temporada 1990–91.
Ainda retornou ao River Plate, em 1991, e foi o artilheiro do Torneio Apertura daquele ano. Permaneceu na equipe até 1993, quando migrou para o futebol japonês e foi contratado pelo Yokohama F. Marinos, seu último clube como profissional. O atacante é o maior artilheiro da história do clássico de Yokohama, com oito gols marcados contra o rival Yokohama Flügels.

### Seleção Nacional
Pela Seleção Argentina Sub-20, Díaz conquistou a Copa do Mundo Sub-20 de 1979, sendo o artilheiro da competição com 8 gols marcados. Já pela Seleção Argentina principal, foi um dos 23 convocados para a Copa do Mundo de 1982.[carece de fontes?]

## Carreira como treinador

### River Plate (primeira passagem)
Díaz comandou o River Plate na campanha vitoriosa da Libertadores da América de 1996. No elenco possuía craques como Ariel Ortega, Hernán Crespo, Enzo Francescoli e Marcelo Gallardo. O treinador coroou o seu grande trabalho no ano de 1997, conquistando o Apertura e, consequentemente, o tricampeonato argentino.

### Seleção Paraguaia
Em dezembro de 2014 foi anunciado como novo treinador da Seleção Paraguaia. Comandou os paraguaios na Copa América de 2015 e na Copa América Centenário, realizada em 2016.

### Libertad
Já no dia 19 de dezembro de 2019, foi anunciado como novo técnico do Libertad.

### Botafogo
Em 5 de novembro de 2020, foi confirmado como treinador do Botafogo, sua primeira equipe no Brasil, tornando-se o primeiro técnico estrangeiro do clube carioca desde 1947. Entretanto, foi demitido do clube no dia 27 de novembro. O argentino havia feito uma cirurgia e o clube carioca decidiu não esperar sua recuperação, pois passava por um momento complicado e se sentiu traído pelo mesmo. Assim, Díaz foi demitido antes mesmo de estrear pelo Botafogo.

### Al-Hilal
Foi anunciado pelo Al-Hilal no dia 14 de fevereiro de 2022, chegando para substituir o português Leonardo Jardim.

### Vasco da Gama

#### 2023
No dia 15 de julho de 2023, Ramón foi anunciado como novo técnico do Vasco da Gama, com a missão de tirar o clube cruzmaltino da zona de rebaixamento do Campeonato Brasileiro. Em sua estreia no comando técnico, no dia 23 de julho, o Vasco perdeu por 2–0 para o Athletico Paranaense, em São Januário, assumindo a última posição no Brasileirão. Na terceira partida no comando da equipe cruzmaltina, Ramon teve sua primeira vitória pelo Vasco.

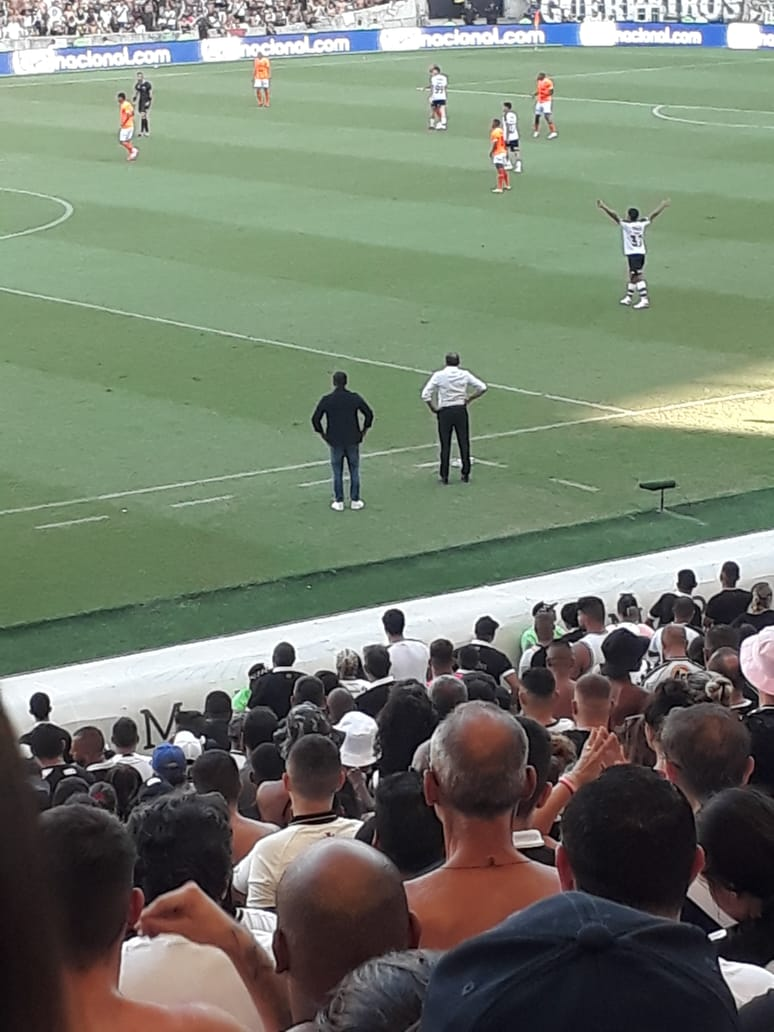
Ramón (de branco) e Emiliano Díaz (de preto) comandaram o Vasco juntos no período em que treinaram o clube

Em sua quarta partida pelo Vasco, Ramon iniciou o jogo ganhando, todavia acabou por levar um empate, além de ter sido expulso do jogo por reclamar de uma suposta falta não marcada. Na coletiva de imprensa, após o empate contra o Bahia, na Arena Fonte Nova, válido pela 22ª rodada, o treinador declarou: "No va a bajar!" (O Vasco não vai cair), trazendo confiança a torcida e aos atletas na luta contra o rebaixamento. O clube definitivamente reagiu no Campeonato Brasileiro, e após três vitórias consecutivas contra Fluminense, Coritiba e América Mineiro, saiu da zona de rebaixamento depois de 18 jogos, ocupando a 15ª colocação em 24 rodadas.
Após a reação, o clube oscilou nas rodadas seguintes, voltando a zona de rebaixamento, porém após vencer o líder Botafogo na 32ª rodada, o clube saiu da zona de rebaixamento, além de complicar o seu rival na busca do Tricampeonato Brasileiro. Na rodada anterior, o clube venceu o Cuiabá, na Arena Pantanal. No jogo seguinte, venceu o América Mineiro, emplacando a terceira vitória consecutiva, feito que se repetiu pela segunda vez durante a competição. Nas rodadas seguintes, o clube novamente oscilou com alguns empates e derrotas, porém o clube não voltou a zona de rebaixamento, chegando na última rodada com reais chances de se manter na elite.
No último jogo do Campeonato Brasileiro, o Vasco venceu o Bragantino por 2–1, em São Januário, conseguindo alcançar o objetivo que era livrar o clube do rebaixamento. O treinador quando assumiu o comando técnico, o clube tinha apenas nove pontos, o que para muitos da imprensa já dava como rebaixado, porém com o decorrer da competição, fez o clube alcançar 45 pontos e o deixou na 15ª colocação. Em 15 de dezembro de 2023, após ter feito um bom trabalho de recuperação no clube, alcançando o objetivo de permanecer na elite do Campeonato Brasileiro, Ramón Díaz teve seu contrato renovado até dezembro de 2025, sendo que seu antigo contrato terminava em 2024. O treinador argentino recebeu um reajuste salarial e manteve toda sua comissão técnica. O novo vínculo tinha a possibilidade de renovação por mais dois anos, até 2027, em caso de metas atingidas.

#### 2024
O ano do treinador argentino foi muito turbulento. Ele começou a temporada conquistando dois troféus em dois jogos de pré-temporada, mas amargou uma eliminação na semifinal do Campeonato Carioca para o Nova Iguaçu, time que não conseguiu vencer nenhuma vez que enfrentou naquele período. Paralelo a isso, o time tinha alguns jogos de mal desempenho, ainda que não saísse como derrotado em alguns duelos. O time teve muita dificuldade em derrotar o Água Santa na Copa do Brasil, já que só conseguira passar de fase mediante uma disputa por pênaltis, após um gol de Lucas Piton na reta final.
Quando começou o Campeonato Brasileiro, o time teve certa dificuldade em ganhar alguns jogos. A estreia foi com vitória, no dia 14 de abril, mas o clube perdeu as três partidas seguintes, onde sofreu nove gols. No dia 27 de abril, logo após a goleada sofrida em casa por 4–0 contra o Criciúma, válida pelo Brasileirão, o Vasco comunicou o desligamento de Ramón Díaz nas redes sociais. Emiliano Díaz, seu filho e auxiliar técnico, declarou que ambos foram demitidos pelo Twitter, o que gerou insatisfação, já que ambos esperavam uma melhor consideração.

### Corinthians
Teve a sua contratação oficializada pelo Corinthians no dia 10 de julho de 2024, assinando contrato até o fim de 2025. O argentino foi apresentado oficialmente no dia 15 de julho, no CT Joaquim Grava. Sua estreia aconteceu no dia seguinte, numa vitória por 2–1 contra o Criciúma, na Neo Química Arena, válida pelo Campeonato Brasileiro. Já no dia 21 de julho, após vencer o Bahia por 1–0 fora de casa, o treinador levou o Timão à segunda vitória consecutiva no Campeonato Brasileiro, algo que não acontecia desde novembro de 2022. Em uma entrevista ao portal ge, comparou as lutas contra o rebaixamento do Vasco em 2023 e Corinthians em 2024, classificando como iguais e em sua opinião o caso do Vasco foi mais dramático, devido a suspensão de seu estádio. O comandante ainda declarou que "o Corinthians é muito maior do que o Vasco".
Com a campanha excepcional de Ramón Díaz, levando o clube da zona de rebaixamento à pré-Libertadores, a diretoria do Corinthians anunciou a permanência do treinador para a temporada de 2025. O Corinthians é campeão do Campeonato Paulista e consolida o trabalho do técnico Ramón Díaz. Ele chegou na temporada passada para tirar o time da zona de rebaixamento e agora conquistou pela primeira vez no título sob o comando do novo comandante alvinegro paulista. Em 27 de março de 2025, conquistou seu primeiro título pelo Corinthians, o Campeonato Paulista 2025, após o empate contra o Palmeiras por 0x0, pontuação agregada por vencer jogo de ida por 1-0 no Allianz Parque, o estádio do time rival. Em 17 de abril de 2025, o Corinthians anunciou a saída do treinador. A demissão veio após o início ruim no Campeonato Brasileiro e, sobretudo, da queda de rendimento do time em campo.

### Olimpia
Em 17 de julho de 2025, Ramón Díaz foi anunciado como novo treinador do Olimpia, do Paraguai.

## Record histórico como treinador
A conquista com o Corinthians fez com que Don Ramón, como Díaz é chamado pela torcida do Corinthians, obtivesse um recorde histórico: é o treinador argentino com mais títulos conquistados, sendo 17 ao todo (9 com o River Plate-ARG, 6 com o Al-Hilal-SA, 1 com o San Lorenzo-ARG e 1 com o Corinthians-BRA). Díaz superou nomes como Helenio Herrera (16 títulos), Carlos Bianchi (15 títulos) e Marcelo Gallardo (15 títulos).

## Estatísticas como treinador
Atualizadas até 17 de abril de 2025
| Clube         | Início                  | Saída do clube          | Jogos | Jogos | Jogos | Jogos | Jogos | Jogos | Jogos | Jogos |
| Clube         | Início                  | Saída do clube          | J     | V     | E     | D     | GP    | GC    | SG    | AP    |
| ------------- | ----------------------- | ----------------------- | ----- | ----- | ----- | ----- | ----- | ----- | ----- | ----- |
| River Plate   | 8 de julho de 1995      | 11 de fevereiro de 2000 | 252   | 126   | 66    | 60    | 451   | 303   | +148  | 58,7% |
| River Plate   | 1 de julho de 2001      | 30 de junho de 2002     | 52    | 29    | 14    | 9     | 111   | 49    | +62   | 64,7% |
| Oxford United | 9 de dezembro de 2004   | 4 de maio de 2005       | 25    | 10    | 7     | 8     | 34    | 36    | -2    | 49,3% |
| San Lorenzo   | 24 de dezembro de 2006  | 12 de junho de 2008     | 68    | 37    | 14    | 17    | 104   | 77    | +27   | 61,3% |
| América       | 25 de junho de 2008     | 12 de fevereiro de 2009 | 24    | 7     | 9     | 8     | 32    | 36    | -4    | 41,7% |
| San Lorenzo   | 25 de maio de 2010      | 24 de abril de 2011     | 30    | 10    | 9     | 11    | 29    | 29    | 0     | 43,3% |
| Independiente | 12 de setembro de 2011  | 5 de maio de 2012       | 20    | 7     | 5     | 8     | 21    | 20    | +1    | 43,3% |
| River Plate   | 30 de novembro de 2012  | 27 de maio de 2014      | 66    | 30    | 17    | 19    | 76    | 57    | +19   | 54%   |
| Paraguai      | 4 de dezembro de 2014   | 12 de junho de 2016     | 20    | 3     | 9     | 8     | 18    | 28    | -10   | 30%   |
| Al-Hilal      | 15 de outubro de 2016   | 20 de fevereiro de 2018 | 65    | 41    | 18    | 6     | 126   | 58    | +68   | 72,3% |
| Al-Ittihad    | 1 de julho de 2018      | 15 de setembro de 2018  | 4     | 0     | 1     | 3     | 2     | 7     | -5    | 8,3%  |
| Pyramids      | 14 de fevereiro de 2019 | 27 de maio de 2019      | 13    | 8     | 4     | 1     | 22    | 9     | +13   | 71,8% |
| Libertad      | 20 de dezembro de 2019  | 24 de setembro de 2020  | 24    | 14    | 4     | 6     | 45    | 29    | +16   | 63,9% |
| Botafogo      | 4 de novembro de 2020   | 27 de novembro de 2020  | 0     | 0     | 0     | 0     | 0     | 0     | 0     | —     |
| Al-Nasr       | 4 de fevereiro de 2021  | 7 de fevereiro de 2022  | 37    | 14    | 8     | 15    | 56    | 46    | +10   | 45%   |
| Al-Hilal      | 14 de fevereiro de 2022 | 14 de maio de 2023      | 60    | 39    | 12    | 9     | 123   | 53    | +70   | 71,7% |
| Vasco da Gama | 15 de julho de 2023     | 27 de abril de 2024     | 41    | 17    | 11    | 13    | 58    | 52    | +6    | 50,4% |
| Corinthians   | 10 de julho de 2024     | 17 de abril de 2025     | 60    | 32    | 16    | 12    | 102   | 67    | +35   | 62,2% |
| Olimpia       | 17 de julho de 2025     | Atual                   | 3     | 2     | 1     | 0     | 5     | 2     | +3    | 77,8% |
| Total         | Total                   | Total                   | 864   | 426   | 225   | 213   | 1.415 | 958   | +457  | 58%   |

## Títulos

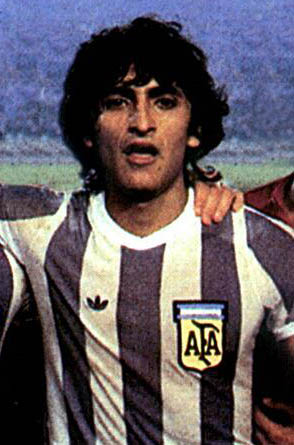
Ramon pela Argentina Sub-20 em 1979

### Como jogador
River Plate
- Campeonato Argentino: 1979 e 1980 (Metropolitano), 1979 e 1981 (Nacional) e 1991 (Apertura)

Internazionale
- Serie A: 1988–89

Mônaco
- Copa da França: 1990–91

Seleção Argentina
- Copa do Mundo FIFA Sub-20: 1979

### Prêmios individuais
- Artilheiro da Copa do Mundo FIFA Sub-20: 1979 (8 gols)
- Bola de Bronze da Copa do Mundo FIFA Sub-20: 1979
- Artilheiro do Torneio Apertura: 1991 (14 gols)
- Segundo Melhor Jogador da América pelo El País: 1991
- Equipe Ideal da América: 1991
- Artilheiro do Campeonato Japonês: 1993 (28 gols)

### Como treinador
River Plate
- Campeonato Argentino: 1996, 1997 e 1999 (Apertura) 1997, 2002 e 2008 (Clausura) e 2014 (Final)
- Copa Libertadores da América: 1996
- Supercopa Sul-Americana: 1997
- Superfinal da Argentina: 2013–14

San Lorenzo
- Campeonato Argentino: 2007 (Clausura)

Al-Hilal
- Campeonato Saudita: 2016–17 e 2021–22
- Copa do Rei: 2017 e 2022–23

Vasco da Gama
- Troféu Serie Río de La Plata: 2024 (Pablo Guiñazú / Juan Ahuntchain)[47][48]

Corinthians
- Campeonato Paulista: 2025

## Prêmios individuais
- Melhor treinador do Campeonato Argentino de 2014
- Melhor treinador do Campeonato Paulista: 2025[49]